# Jungle style
Jungle style o jungle music es la forma en que se denominó un estilo de jazz orquestal, desarrollado a partir de 1926 por algunas bandas de éxito, especialmente por la de Duke Ellington.

## Características
Se fundamentaba en el uso intensivo de ciertos recursos instrumentales, especialmente de las sordinas para trompeta y trombón (wah wah y growl) y efectos de percusión tales como los tom toms o el gong, con el fin de generar un ambiente de sonidos y gritos supuestamente identificados con la selva tropical romántica al estilo Kipling.
Se trataba en última instancia de un resorte de carácter comercial, impuesto como "moda", cuya finalidad era atraer más público a los locales donde tocaban regularmente las big bands. Se atribuye su creación a Duke Ellington, cuando fue contratado con sus "Washingtonians" para tocar en el Cotton Club de Harlem, en 1927. De hecho, un buen número de temas de Ellington en esa época llevaban la denominación en sus títulos: "Echoes of the jungle", "Jungle nights in Harlem", "Air conditioned jungle", etc. La orquesta de Ellington llegó a grabar discos bajo el nombre de "The Jungle Band". También otros músicos de la época, como Jelly Roll Morton, hicieron un uso abundante del estilo (por ejemplo, "Jungle blues", 1927).
Algunos instrumentistas se convirtieron en verdaderos especialistas de este estilo. El primero de ellos fue Bubber Miley, pero también es preciso recordar a Rex Stewart, Cootie Williams y Sam Nanton.